# HMS Defence (1763)
El HMS Defence fue un navío de línea británico de 2 puentes y 74 cañones de la clase Bellona construido en los astilleros de Plymouth entre 1758 y 1763. Era una de las naves más famosas de su época, participando al servicio de la Royal Navy, en varias de las batallas navales más importantes de las Guerras revolucionarias francesas y las Guerras napoleónicas. Naufragó en 1811 en las costas danesas de la península de Jutlandia.

## Actuación en laRoyal Navy
Durante la Guerra de independencia estadounidense, el HMS Defence sirvió en el destacamento de la flota británica del Canal, participando en la batalla del Cabo de San Vicente (1780). Fue enviada a la India a principios de 1782 como parte de un escuadrón de cinco navíos que dirigía el comodoro Sir Richard Bickerton, aunque no participó en ninguna batalla en aquel año. Sí que tomó parte, un año más tarde, en la batalla naval de Cuddalore. Regresó a Inglaterra cuando se conoció el final de la guerra, quedando apartado del servicio activo durante los siguientes años de paz, hasta el estallido de las Guerras revolucionarias francesas.
De nuevo en el Canal de la Mancha, como parte de la Flota encargada de su custodia, y estando bajo el mando del capitán James Gambier, el HMS Defence luchó en la batalla del Primero de junio de 1794, donde destacó por sus acciones contra los navíos franceses Mucius y Tourville. Se convirtió en uno de los dos únicos barcos británicos en ser completamente desarmados en la batalla. Después de las reparaciones, fue enviada al Mediterráneo, uniéndose al almirante William Hotham a tiempo para participar en la batalla de Hyères.
Si bien regresó a Inglaterra tras esta acción, en 1798 regresó al Mediterráneo, bajo mando del capitán John Peyton, para tomar parte de la batalla del Nilo en agosto.
El 1 de julio de 1800, los buques británicos Defence, Fisgard, Renown y el cúter Lord Nelson se encontraban en la bahía de la localidad francesa de Bourgneuf-en-Retz cuando les fue ordenado atacar a un convoy francés en la isla de Noirmoutier, donde se guarecían. En ese combate acabó destruido el barco francés Therese, de veinte cañones, así como un lugre (de 12 cañones), dos goletas (de 6 cañones cada uno y un cúter, también con 6 cañones.
En 1801, el HMS Defence navegó por el mar Báltico bajo el mando del capitán Lord Henry Paulet, formando parte de la flota del almirante Hyde Parker. Estuvo presente en la Primera batalla de Copenhague, si bien no formó parte activa en la misma al quedar, por orden de Parker, en reserva.
En octubre de 1805 tomó partido en la batalla de Trafalgar, cerca de las costas gaditanas. Bajo mando del capitán George Johnstone Hope, y encuadrada en la línea de combate liderada por el vicealmirante Cuthbert Collingwood, capturó al navío español San Ildefonso y se medió en combate contra el francés HMS Berwick. Con 599 hombres a bordo, el balance de la batalla en el HMS Defence se cobró 7 muertos y 29 heridos.
Encalló el 24 de diciembre de 1811 frente a la costa oeste de Jutlandia, en la sección perteneciente a Dinamarca. Estaba bajo el mando del capitán D. Atkins y en compañía del HMS Saint George, mandada por el contraalmirante Robert Carthew Reynolds, y el HMS Cressy, cuando les sorprendió una fuerte galerna y quedó el mar embravecido. Tanto el Saint George como el Defence, naufragaron cerca de Ringkøbing. El Cessy'" tuvo mejor suerte y pudo librarse de la situación.
En el naufragio, perecieron casi todos los hombres de los 597 que componían la tripulación del Defence, incluido su capitán. Sólo 14 personas llegaron a las costas y se salvaron. Misma situación se dio en el Saint George. La mayoría de los cuerpos que llegaron a tierra fueron enterrados en las dunas de Thorsminde que actualmente son conocidas como Dead Mens Dune.